# Suthfeld
Suthfeld település Németországban, azon belül Alsó-Szászország tartományban. Lakosainak száma 1476 fő (2023. december 31.). Suthfeld Bad Nenndorf, Hohnhorst és Haste községekkel határos.

## Népesség
A település népességének változása:
| Lakosok száma | 1491 | 1480 | 1487 | 1491 | 1468 | 1476 |
|               | 2016 | 2017 | 2019 | 2021 | 2022 | 2023 |